# سعادت حسن منتو
سعادت حسن منتو (تلفظ: ‎/mɑːn, -tɒ/‎؛ اردو: سعادت حسن منٹو، ۱۱ مهٔ ۱۹۱۲ – ۱۸ ژانویهٔ ۱۹۵۵) نویسنده، نمایشنامه نویس و نویسنده پاکستانی بود. او در لودهیانا هند پیش از جدایی هند و پاکستان متولد شد. وی عمدتاً به زبان اردو می‌نوشت و ۲۲ مجموعه داستان کوتاه، یک رمان، پنج سریال نمایشنامه رادیویی، سه مجموعه مقاله و دو مجموعه از طرح‌های شخصی را تولید کرد. بهترین داستانهای کوتاه او نزد نویسندگان و منتقدین از احترام بالایی برخوردارند. منتو برای نوشتن دربارهٔ حقایق سخت جامعه که هیچ‌کس جرئت نداشت در مورد آن صحبت کند شناخته شده بود. او را بیشتر به خاطر داستانهایش در مورد چندپارگی هند می‌شناسند، که بلافاصله پس از استقلال در سال ۱۹۴۷ با آن مخالفت کرد.